# Liste des cours d'eau de la Vendée
Pour un article plus général, voir Réseau hydrographique de la Vendée.

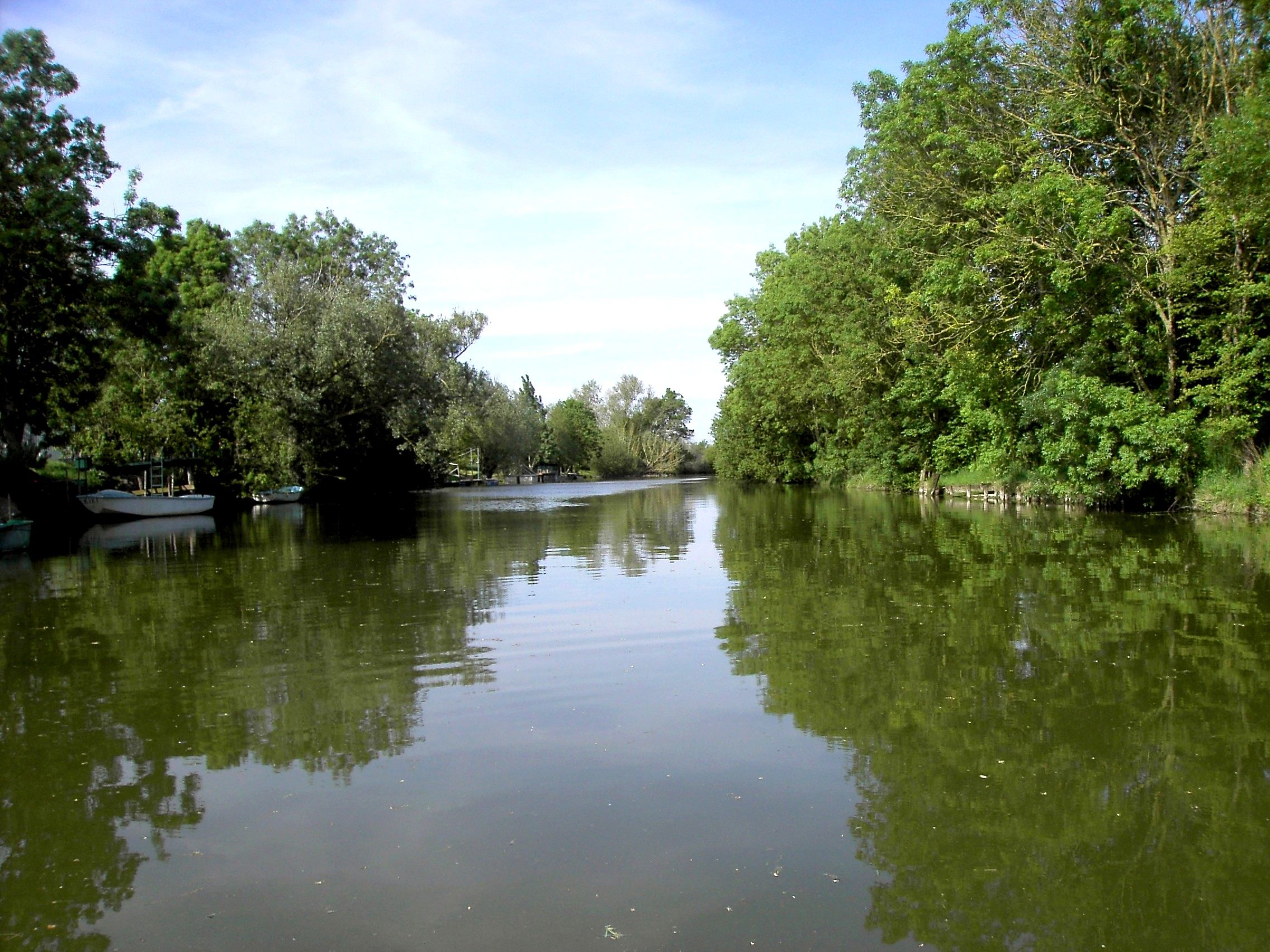
La rivière Vendée affluent du fleuve Sèvre Niortaise.

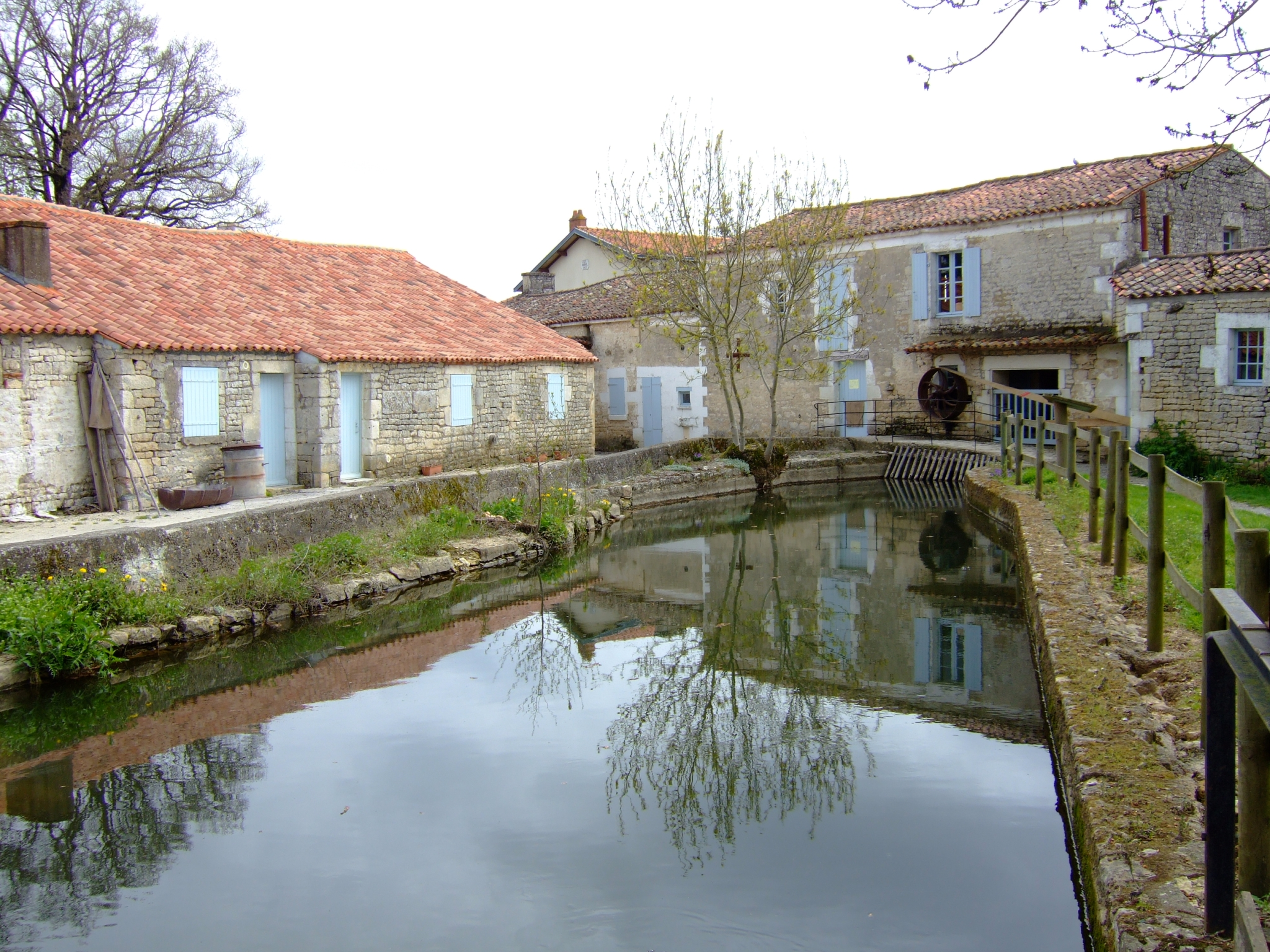
Moulin à eau sur l'Autize à Nieul-sur-l'Autise.

La liste des cours d'eau de la Vendée présente les principaux cours d'eau traversant pour tout ou partie le territoire du département de la Vendée, en région Pays de la Loire. La liste présente les cours d'eau, généralement de plus de 10 km de longueur sauf exceptions, par ordre alphabétique, par fleuves et bassin versant, par station hydrologique, puis par organisme gestionnaire ou organisme de bassin.

## Classement par ordre alphabétique
- Autize[S 1] - Auzance[S 2]
- Boulogne[S 3]

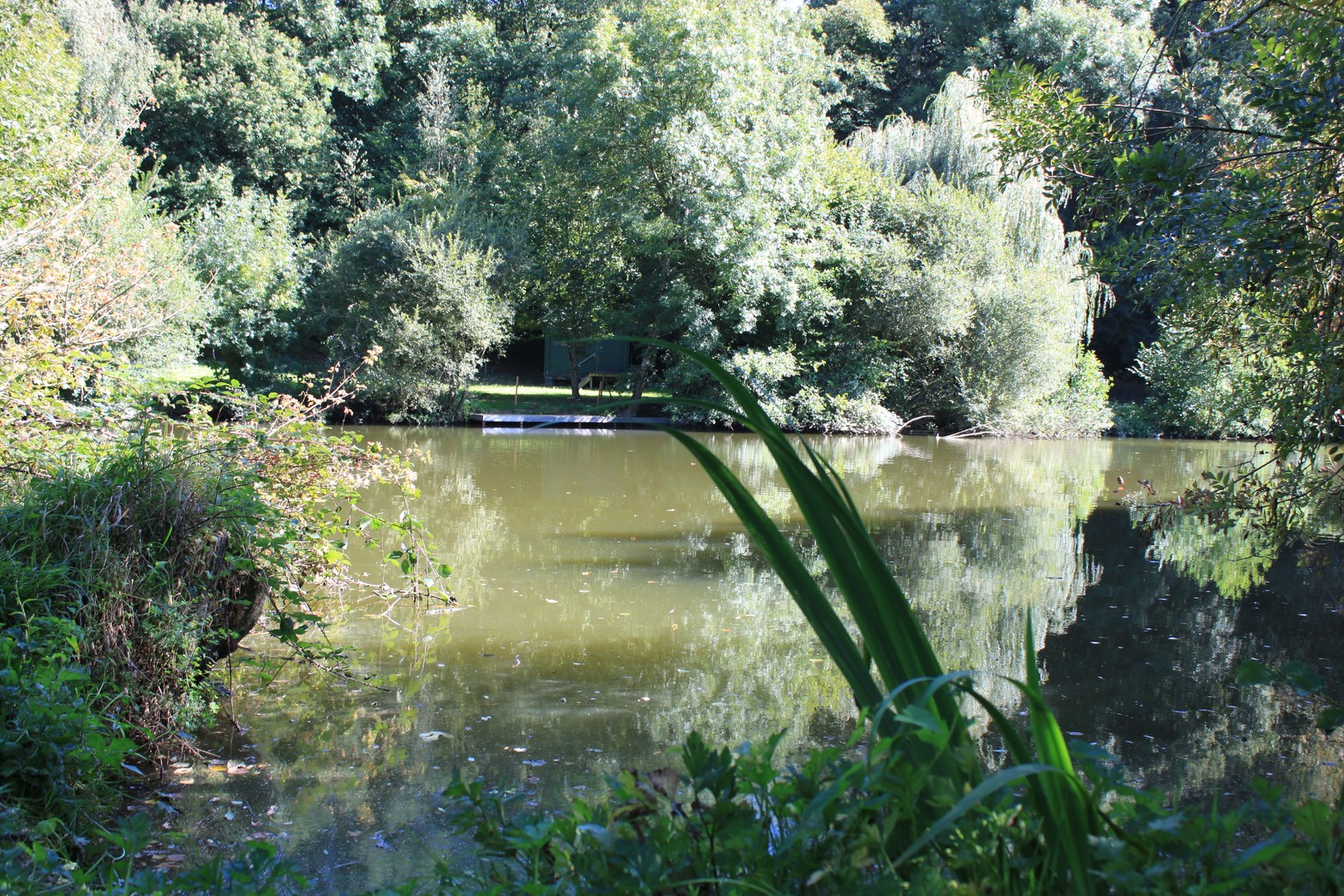
Le fleuve côtier le Lay à la Réorthe.

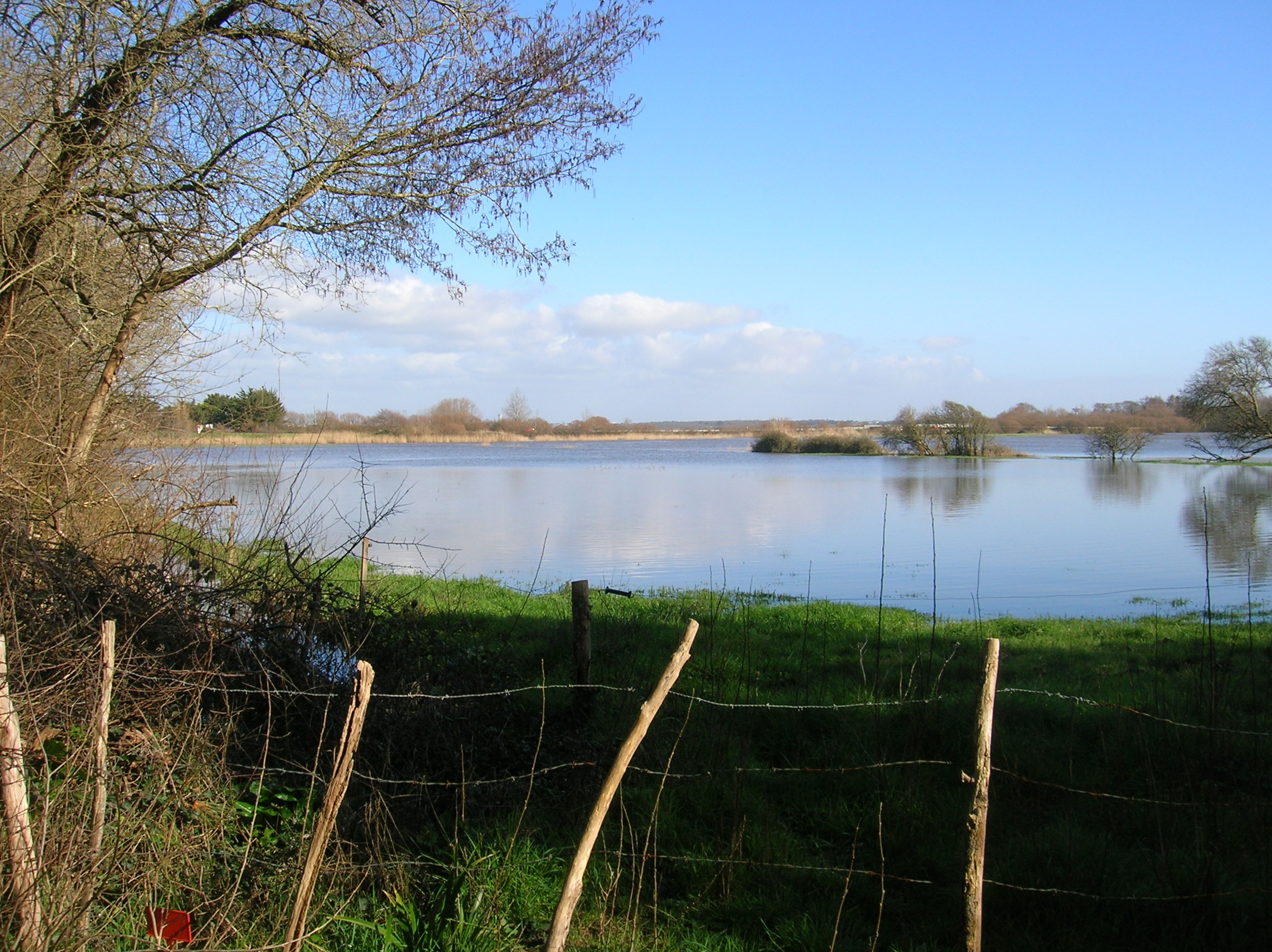
le Jaunay en hiver.

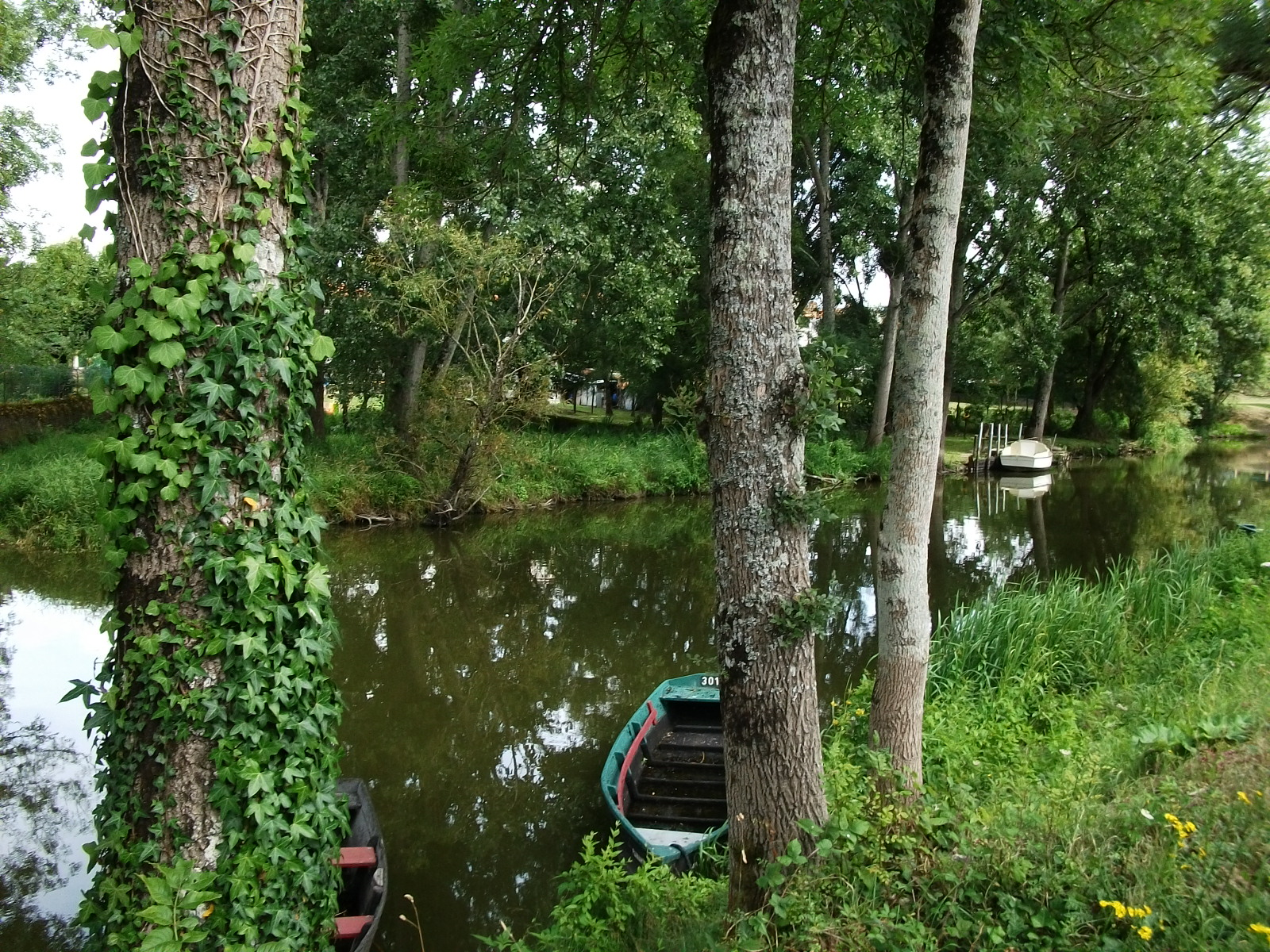
L'Ognon.

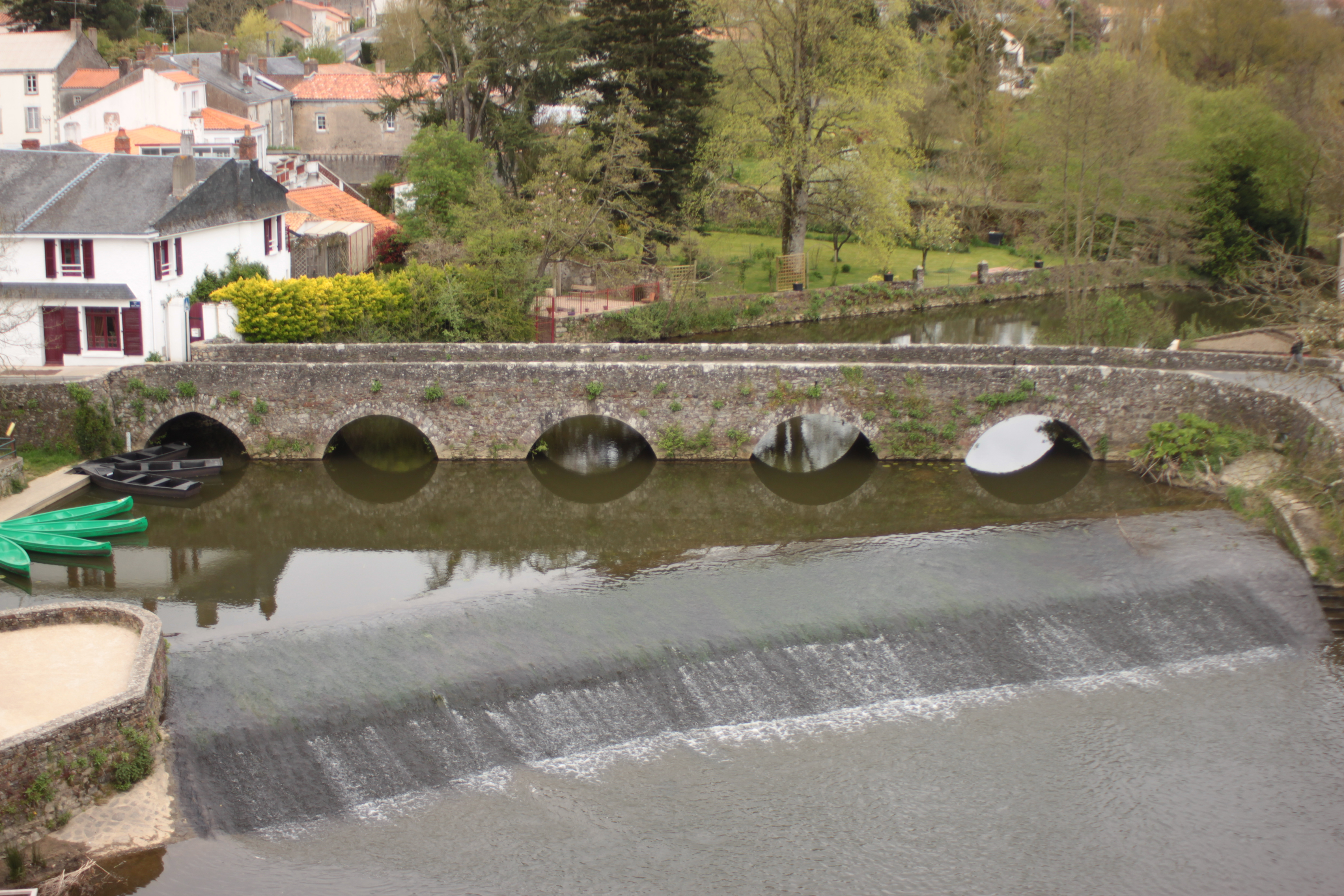
Pont gallo-romain sur la Boulogne à Rocheservière.

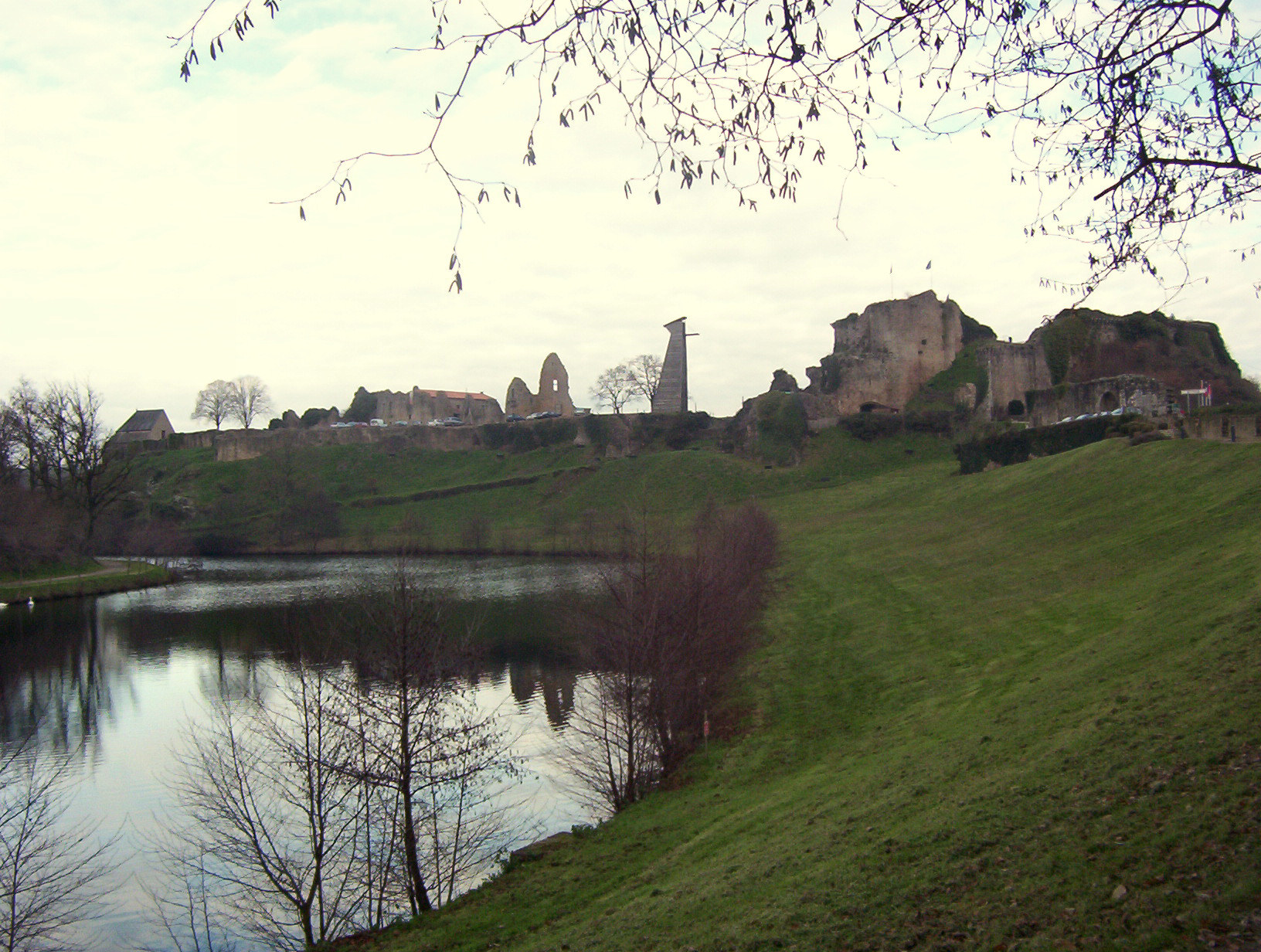
La Crûme devant le château de Tiffauges.

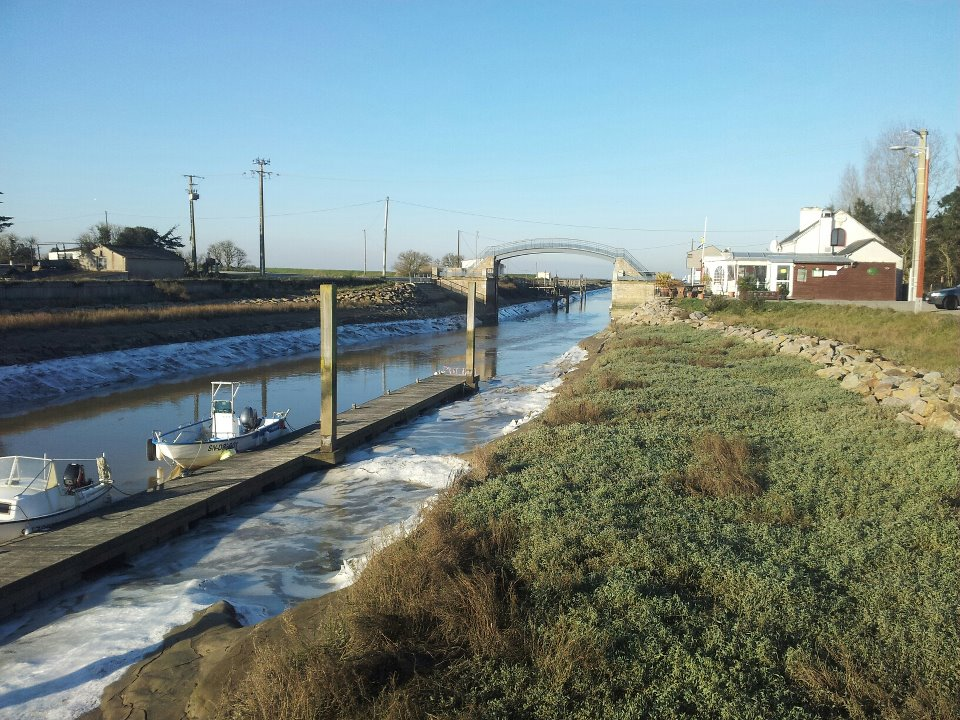
Le fleuve Falleron peu avant son embouchure au niveau du port du Collet.

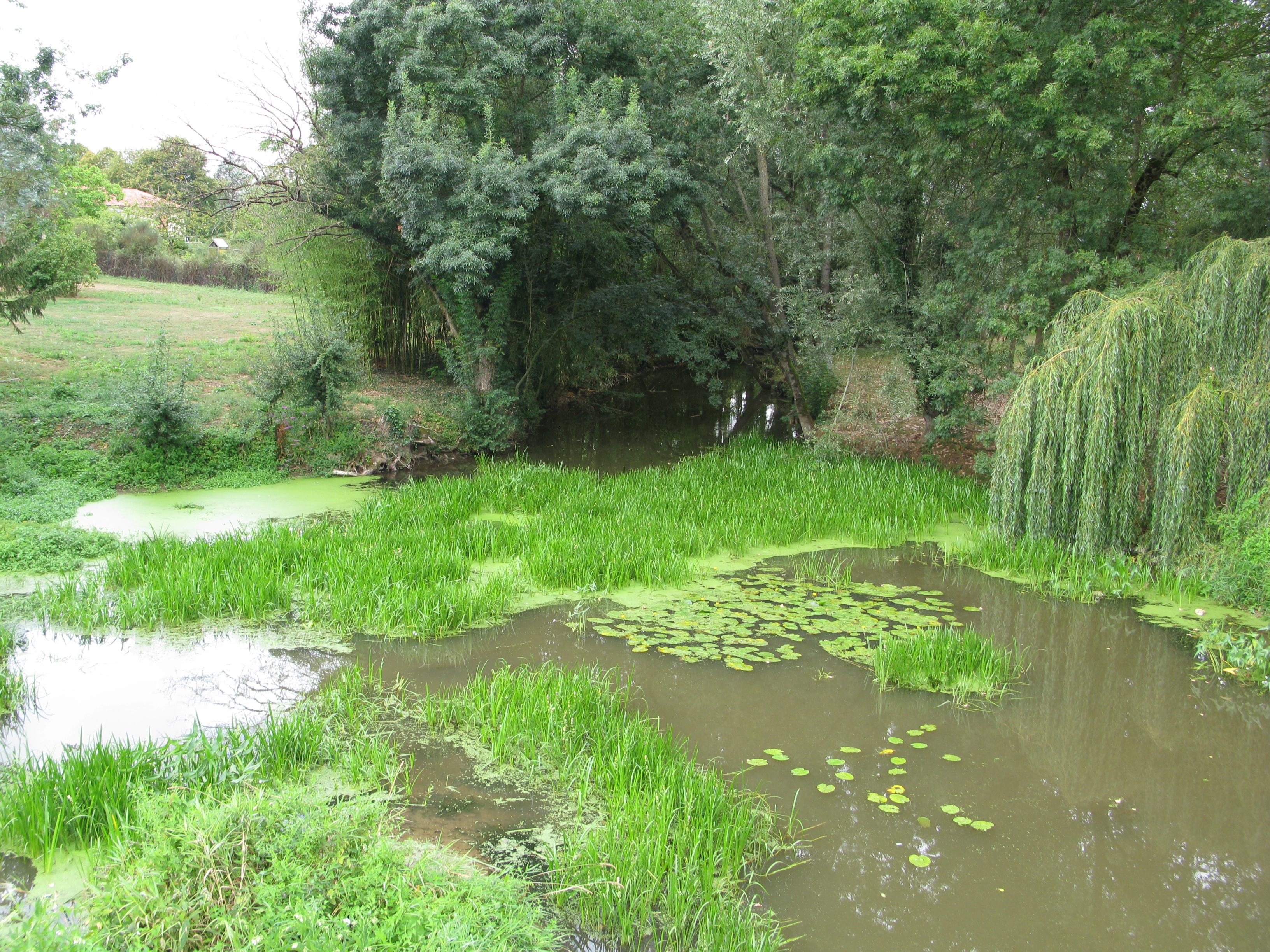
La Smagne sous le pont à l'entrée de Thiré.

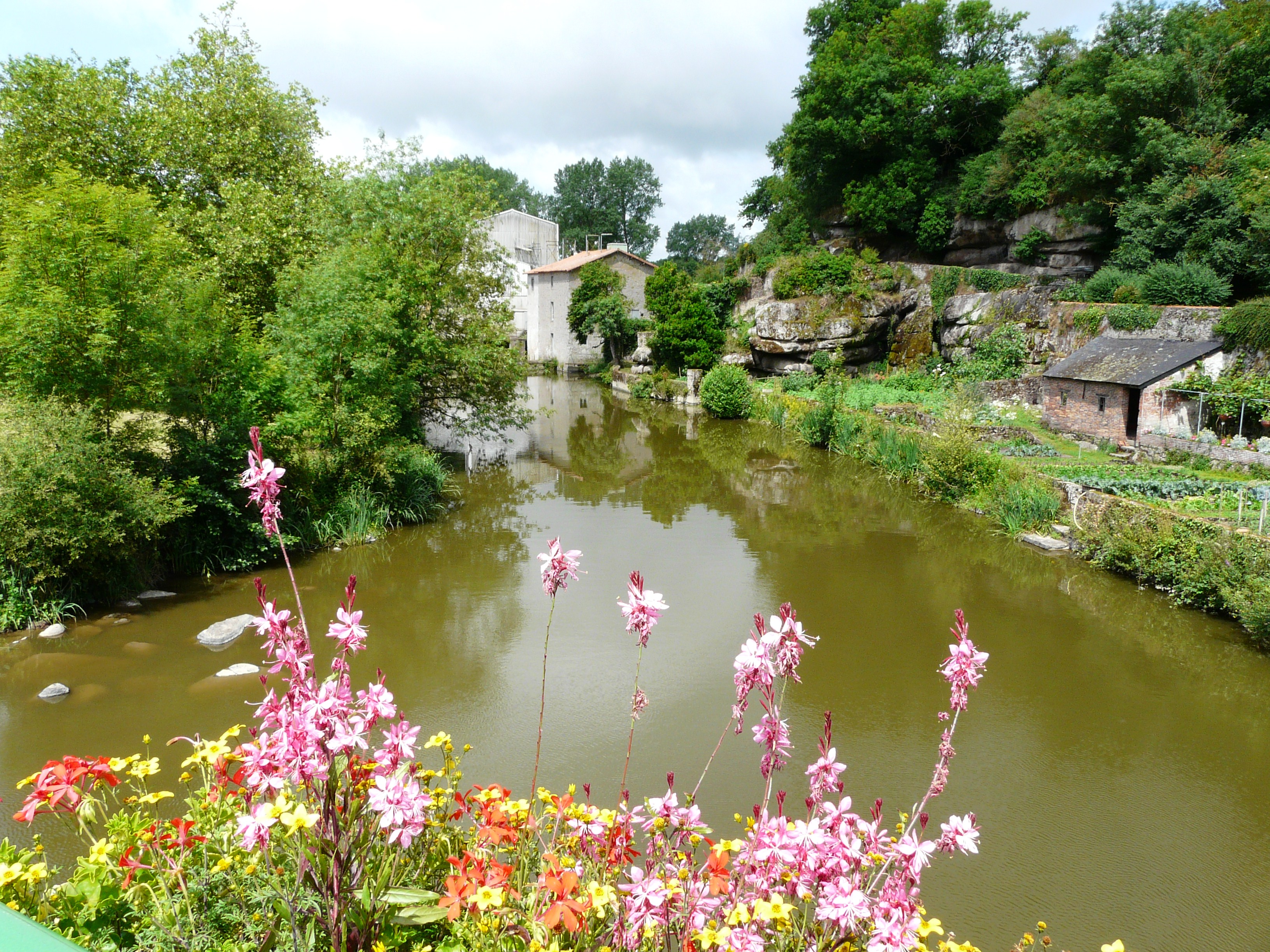
La Sèvre Nantaise à Mallièvre.

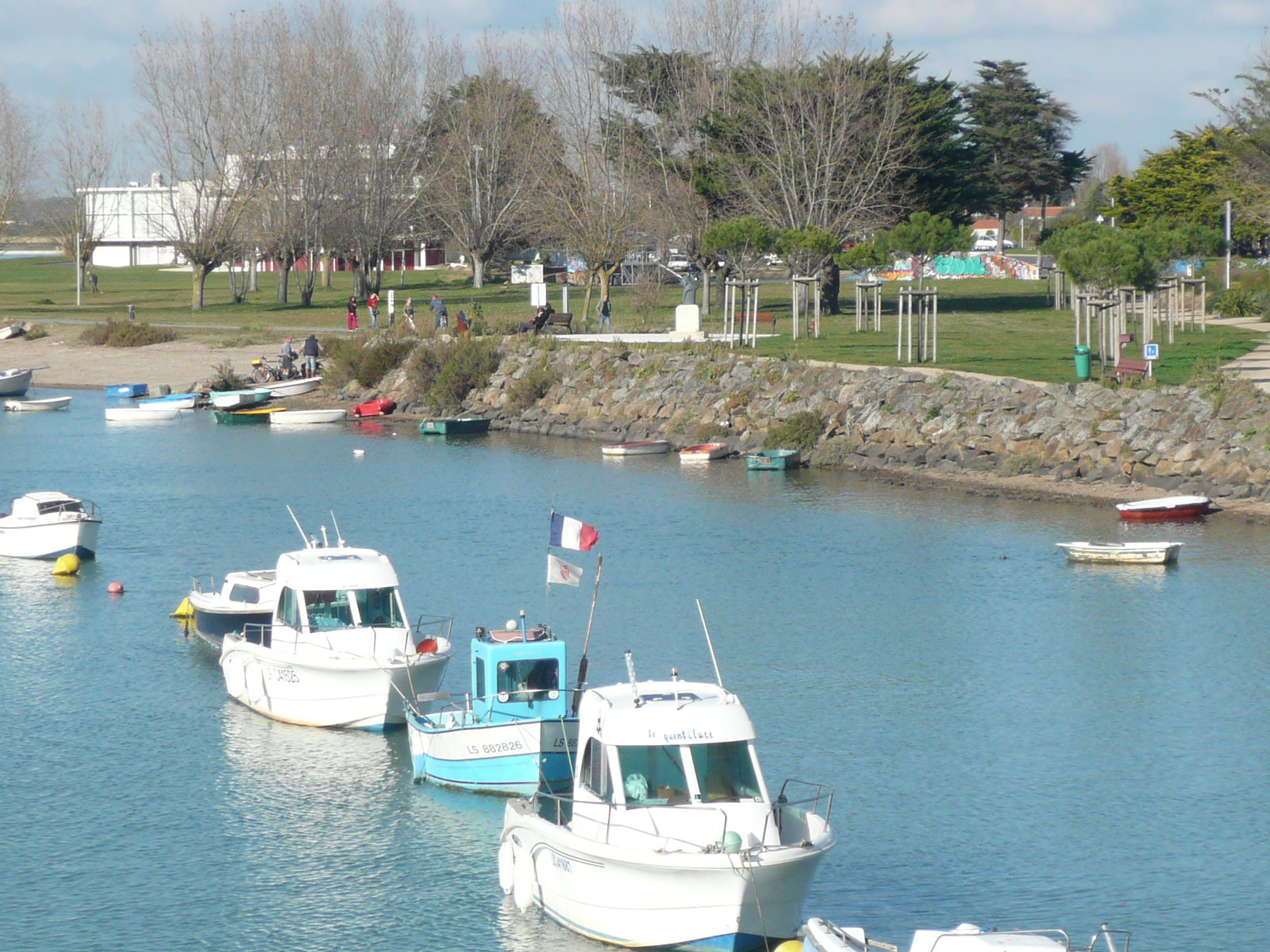
La Vie à Saint-Gilles-Croix-de-Vie avec la promenade Pierre Garcie-Ferrande.

- Canal de la jeune Autise - Canal de la vieille Autise[S 4] - Ciboule[S 5] - Crûme[S 6]
- Falleron[S 7]
- Gai Chatenay[S 8] - Graon[S 9] - Gué Gorand[S 10] - Guérineau[S 11] - Guimenière[S 12]
- Issoire[S 13]
- Jaunay[S 14]
- Lay[S 15] - Lignée[S 16] - Ligneron[S 17] - Logne[S 18] - Loing (Lay)[S 19] - Louisière[S 20]
- Maine[S 21] - Marillet[S 22] - Mère[S 23] - Mozelle[S 24]
- Ognon[S 25] - Ornay[S 26] - Ouin[S 27]
- Parc[S 28] - Petit Lay[S 29] - Petite Boulogne[S 30] - Petite Maine[S 31]
- Riaillée[S 32] - Riot[S 33] - Rivière du Goulet[S 34] - Rivière du Roulin[S 35] - Ruth[S 36]
- Sèvre Nantaise[S 37] - Sèvre Niortaise[S 38] - Smagne[S 39]
- Vendée[S 40] - Vertonne[S 41] - Vendrenneau[S 42] - Vie[S 43] - Vieille Autise[S 44] - Vouraie[S 45]
- Yon[S 46]

## Classement par fleuve et bassin versant

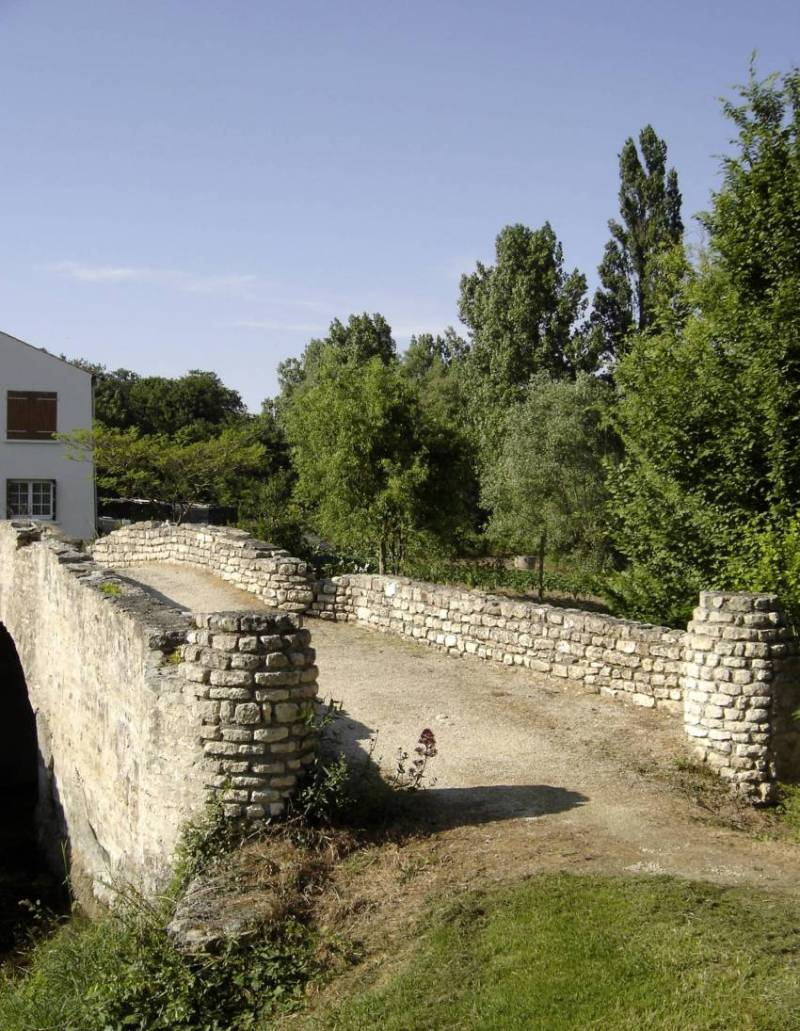
Petit pont du Moyen Âge au-dessus de la rivière la Corde à Mouzeuil-Saint-Martin.

Les fleuves de la Vendée sont le Lay, la Sèvre Niortaise, la Vie, l'Auzance, le Falleron et le Gai Chatenay, le Goulet, le Ligneron auxquels il faut ajouter le bassin versant de la Loire, :
- le Lay, 120 km[S 15].
  - le Loing (Lay), 27 km[S 19]
  - le Petit Lay, 58,1 km[S 29]
    - la Louisière ou ruisseau de la Louisière ou ruisseau du Moulin du Bois, 11,7 km[S 20]
    - la Guimenière ou ruisseau de la Guimenière, 10,9 km[S 12]
    - le Parc ou ruisseau du Parc ou ruisseau de Riamberge, 10,4 km[S 28]
    - la Vouraie, ou ruisseau de la Fauconnière, 14,1 km[S 45]

  - la Smagne, 50,3 km[S 39]
  - le Marillet, 28,6 km[S 22]
    - le Guérineau, 12,2 km[S 11]

  - l'Yon, 55,7 km[S 46]
    - le Riot, 11,5 km[S 33]
    - la Riaillée, 12 km[S 32]
    - l'Ornay, 16,8 km[S 26]

  - le Graon, 17,8 km[S 9]
- la Sèvre Niortaise, 158,4 km[S 38]
  - l'Autize (rd), 67,4 km[S 1]
    - la Vieille Autise, 13,8 km[S 44]
      - le Canal de la vieille Autise, 9,8 km[S 4]

  - la Vendée , 82,5 km[S 40]
    - la Mère, 33 km[S 23]
- la Vie, 62,3 km[S 43]
  - le Jaunay, 45,4 km[S 14]
    - le Gué Gorand, 19 km[S 10]

  - la Petite Boulogne, 22,9 km[S 30]
  - le Ruth, 10,06 km[S 36]
  - le Ligneron, 29,5 km[S 17]
- l'Auzance, 38,1 km[S 2]
  - la Ciboule, 28,8 km[S 5]
  - la Vertonne, 32,6 km[S 41]
- le Falleron, 52 km[S 7]
- le Gai Chatenay, 23 km[S 8]
- le Goulet, 16,8 km[S 34]
- la Loire, 1 006 kilomètres[S 47]
  - la Sèvre Nantaise (rg), 141,8 km de longueur[S 37]
    - la Crûme (rg), 22,7 km[S 6]
    - la Maine, 68,4 km[S 21]
      - la Lignée, 13 km[S 16]
      - la Petite Maine, 32,4 km[S 31]
        - le Roulin, 8,2 km[S 35]
        - le Vendrenneau, 18,3 km[S 42]

    - la Mozelle, 10,6 km[S 24]
    - l'Ouin, 33,7 km[S 27]

  - l'Acheneau (rg), 28,9 km[S 48]
    - la Boulogne, 86,5 km[S 3]
      - l'Issoire, 33,4 km[S 13]
      - la Logne, 33 km[S 18]

    - l'Ognon, 48,4 km[S 25]

## Hydrologie
La Banque Hydro a référencé les cours d'eau suivants : 

### Bassin de la Loire
- La Boulogne à :
  - Rocheservière (La Vacherie)[BH 1], Saint-Philbert-de-Bouaine (Le Petit Roquet)[BH 2],
- la Grande Maine à Saint-Fulgent (Plessis des Landes)[BH 3],
- l'Issoire à Saint-Philbert-de-Bouaine (La Tribouille)[BH 4],
- la Petite Maine à Saint-Georges-de-Montaigu (Fromage)[BH 5],
- la Sèvre Nantaise à :
  - Saint-Mesmin (La Branle)[BH 6], Saint-Laurent-sur-Sèvre[BH 7], Tiffauges (La Moulinette)[BH 8].

### Bassins côtiers
- L'Autise à :
  - Saint-Hilaire-des-Loges[BH 9], Nieul-sur-l'Autise[BH 10],
- l'Auzance à Vairé (Petit Besson)[BH 11],
- la Ciboule à la Chapelle-Achard (La Renelière)[BH 12],
- la Doulaye à Moutiers-sur-le-Lay[BH 13],
- le Falleron à Falleron[BH 14],
- le Grand Lay à 
  - Saint-Prouant (Monsireigne)[BH 15], Chantonnay (Saint-Philbert du Pont Charrault)[BH 16],
- le Graon au Champ-Saint-Père[BH 17],
- le Jaunay à :
  - Landevieille (Savarière)[BH 18], la Chapelle-Hermier (Reveillère)[BH 19], la Chapelle-Hermier (Lavaud)[BH 20],
- le Lay à :
  - Mareuil-sur-Lay-Dissais[BH 21], Mareuil-sur-Lay-Dissais ( Le Champ Marc)[BH 22], la Bretonnière (Port de la Claye)[BH 23],
- le Louing à Chantonnay (Saint-Philbert du Pont Charrault)[BH 24],
- le Marillet à :
  - Château-Guibert (Barilleraie)[BH 25], Saint-Florent-des-Bois (La Clopinière)[BH 26], Mareuil-sur-Lay-Dissais (Moulin Fleury)[BH 27],
- la Mère à Antigny (Moulin-Texier)[BH 28],
- le Petit Lay à Saint-Hilaire-le-Vouhis[BH 29],
- le Pont-Habert à Challans[BH 30],
- la Petite Boulogne à la Chapelle-Palluau (La Birochère)[BH 31],
- la Smagne à Sainte-Pexine (Les Mottes)[BH 32],
- la Vie à la Chapelle-Palluau[BH 33],
- la Vendée à :
  - Pissotte (Pont de Crochet)[BH 34], Foussais-Payré (Pont d'Izard)[BH 35],
- l'Yon à :
  - Dompierre-sur-Yon[BH 36], la Roche-sur-Yon (La Grimaudière)[BH 37], Nesmy (Brancaire)[BH 38], Nesmy (Moulin de Rambourg)[BH 39].